# 23667 Savinakim
23667 Savinakim è un asteroide della fascia principale. Scoperto nel 1997, presenta un'orbita caratterizzata da un semiasse maggiore pari a 2,5369070 UA e da un'eccentricità di 0,1480665, inclinata di 12,39695° rispetto all'eclittica.